# Celebrity Bromance
Celebrity Bromance (hangul: 꽃미남 브로맨스; rr: Kkonminam beuromaenseu; lit.  Flower Boy Bromance) é um show de variedades sul-coreano transmitido pela MBig TV, disponível para usuários de dispositivos móveis. "Celebrity Bromance" retrata a amizades de estrelas o mais real possível, e é filmado no "estilo paparazzi" de longe, para permitir que os membros do elenco se sintam menos sobrecarregado pelas câmeras. Os episódios são disponíveis no Naver TVCast e YouTube.
O programa estreou em 4 de fevereiro de 2016, com o cantor e ator V e o ator Kim Min-jae.

## Lista de episódios

### 2016
| 2016              | 2016     | 2016            | 2016                                                 | 2016                                    | 2016                                                         |
| Temporada         | Episódio | Exibição        | Elenco                                               | Título                                  | Nota(s)                                                      |
| ----------------- | -------- | --------------- | ---------------------------------------------------- | --------------------------------------- | ------------------------------------------------------------ |
| 1                 | 1        | 4 de fevereiro  | V (BTS) e Kim Min-jae                                | The first two and a half years ...!     |                                                              |
| 1                 | 2        | 11 de fevereiro | V (BTS) e Kim Min-jae                                | Screams the night                       |                                                              |
| 1                 | 3        | 18 de fevereiro | V (BTS) e Kim Min-jae                                | Sparks were flying Rush                 |                                                              |
| 1                 | 4        | 25 de fevereiro | V (BTS) e Kim Min-jae                                | Words with you ...                      | Convidado(s): J-Hope X Rap Monster (BTS)                     |
| 2                 | 5        | 1 de março      | Zico (Block B) e Choi Tae-joon                       | I am you, you are my                    |                                                              |
| 2                 | 6        | 3 de março      | Zico (Block B) e Choi Tae-joon                       | Nalin Nalin NalinA                      |                                                              |
| 2                 | 7        | 8 de março      | Zico (Block B) e Choi Tae-joon                       | Do you want to eat meat?                |                                                              |
| 2                 | 8        | 10 de março     | Zico (Block B) e Choi Tae-joon                       | Very Very Good                          | Convidado(s): Eddy Kim e Jung Joon-young                     |
| 3                 | 9        | 15 de março     | Kim Ryeo-wook (Super Junior) e Park Hyung-sik (ZE:A) | Temptation of Wolves                    |                                                              |
| 3                 | 10       | 17 de março     | Kim Ryeo-wook (Super Junior) e Park Hyung-sik (ZE:A) | My brother is coming!                   |                                                              |
| 3                 | 11       | 22 de março     | Kim Ryeo-wook (Super Junior) e Park Hyung-sik (ZE:A) | And you want one up                     |                                                              |
| 3                 | 12       | 24 de março     | Kim Ryeo-wook (Super Junior) e Park Hyung-sik (ZE:A) | I will do better                        | Convidado(s): Kangin (Super Junior) e Hwang Kwang-hee (ZE:A) |
| 4                 | 13       | 29 de março     | Ji Soo e Nam Joo-hyuk                                | Youth?                                  |                                                              |
| 4                 | 14       | 31 de março     | Ji Soo e Nam Joo-hyuk                                | Today is a beautiful day                |                                                              |
| 4                 | 15       | 5 de abril      | Ji Soo e Nam Joo-hyuk                                | You eat like best                       |                                                              |
| 4                 | 16       | 7 de abril      | Ji Soo e Nam Joo-hyuk                                | Me to you?                              |                                                              |
| 4                 | 17       | 12 de abril     | Ji Soo e Nam Joo-hyuk                                | Man disappearances                      |                                                              |
| 4                 | 18       | 14 de abril     | Ji Soo e Nam Joo-hyuk                                | Starry night                            |                                                              |
| 5                 | 19       | 19 de abril     | Jackson (GOT7) e Jooheon (Monsta X)                  | I waited all day                        |                                                              |
| 5                 | 20       | 21 de abril     | Jackson (GOT7) e Jooheon (Monsta X)                  | You come with me?                       |                                                              |
| 5                 | 21       | 26 de abril     | Jackson (GOT7) e Jooheon (Monsta X)                  | Really Hot Bar                          |                                                              |
| 5                 | 22       | 28 de abril     | Jackson (GOT7) e Jooheon (Monsta X)                  | JackHeon night mountaineering           |                                                              |
| 5                 | 23       | 3 de maio       | Jackson (GOT7) e Jooheon (Monsta X)                  | I look fine to bully it?                |                                                              |
| 5                 | 24       | 5 de maio       | Jackson (GOT7) e Jooheon (Monsta X)                  | Brothers watching it                    | Convidado(s): Mark X Jinyoung X BamBam (GOT7)                |
| 6                 | 25       | 10 de maio      | L (INFINITE) e Kim Min Seok                          | Wind descendants                        |                                                              |
| 6                 | 26       | 12 de maio      | L (INFINITE) e Kim Min Seok                          | Tell us why                             |                                                              |
| 6                 | 27       | 17 de maio      | L (INFINITE) e Kim Min Seok                          | Flowers handsome vampire outing         |                                                              |
| 6                 | 28       | 19 de maio      | L (INFINITE) e Kim Min Seok                          | Chaser VS Terminator                    |                                                              |
| 6                 | 29       | 24 de maio      | L (INFINITE) e Kim Min Seok                          | Burning night                           |                                                              |
| Episódio especial | 30       | 26 de maio      | V (BTS) e Kim Min-jae                                | Edição especial                         |                                                              |
| 7                 | 31       | 31 de maio      | N (VIXX) e Lee Won-keun                              | My boyhood                              |                                                              |
| 7                 | 32       | 7 de junho      | N (VIXX) e Lee Won-keun                              | Candid Event                            |                                                              |
| 7                 | 33       | 14 de junho     | N (VIXX) e Lee Won-keun                              | Water boy                               |                                                              |
| 7                 | 34       | 21 de junho     | N (VIXX) e Lee Won-keun                              | Trauma                                  | Convidados: Jung Eun-ji (Apink)                              |
| 8                 | 35       | 28 de junho     | Jungkook (BTS) & Minwoo (Shinwha)                    | Bulletproof ah, becoming myth it        |                                                              |
| 8                 | 36       | 5 de julho      | Jungkook (BTS) & Minwoo (Shinwha)                    | Perfect Man                             |                                                              |
| 8                 | 37       | 12 de julho     | Jungkook (BTS) & Minwoo (Shinwha)                    | Who is the outcome of those?            |                                                              |
| 8                 | 38       | 19 de julho     | Jungkook (BTS) & Minwoo (Shinwha)                    | Warm farewell                           |                                                              |
| 8                 | 39       | 26 de julho     | Jungkook (BTS) & Minwoo (Shinwha)                    | Brothers are watching                   | Convidado(s): Jin X Jimin (BTS)                              |
| 9                 | 40       | 9 de agosto     | Jung Joon-young e Roy Kim                            | Train to Mokpo                          |                                                              |
| 9                 | 41       | 16 de agosto    | Jung Joon-young e Roy Kim                            | Finding Nemo and Dory                   |                                                              |
| 9                 | 42       | 23 de agosto    | Jung Joon-young e Roy Kim                            | Bucket List                             |                                                              |
| 9                 | 43       | 30 de agosto    | Jung Joon-young e Roy Kim                            | Mokpo, it's a big hit                   |                                                              |
| 10                | 44       | 4 de outubro    | Park Kyung (Block B) e Kim Ji-seok                   | Smell of the Idol                       |                                                              |
| 10                | 45       | 11 de outubro   | Park Kyung (Block B) e Kim Ji-seok                   | Idol Manual                             |                                                              |
| 10                | 46       | 18 de outubro   | Park Kyung (Block B) e Kim Ji-seok                   | Idol's taboo                            |                                                              |
| 10                | 47       | 25 de outubro   | Park Kyung (Block B) e Kim Ji-seok                   | The Idol's weight of the Sincerity      |                                                              |
| 11                | 48       | 1 de novembro   | Gongchan (B1A4) e Hongbin (VIXX)                     | Look! Your handsomeness is on your face |                                                              |
| 11                | 49       | 8 de novembro   | Gongchan (B1A4) e Hongbin (VIXX)                     | Ready to Play                           |                                                              |
| 11                | 50       | 15 de novembro  | Gongchan (B1A4) e Hongbin (VIXX)                     | Way to survive as the Handsome one      |                                                              |
| 11                | 51       | 22 de novembro  | Gongchan (B1A4) e Hongbin (VIXX)                     | All about my Love Story                 |                                                              |
| 12                | 52       | 29 de novembro  | JB (GOT7) e Youngjae (B.A.P)                         | You Made it Big                         |                                                              |
| 12                | 53       | 6 de dezembro   | JB (GOT7) e Youngjae (B.A.P)                         | A Liaison between you and me            |                                                              |
| 12                | 54       | 13 de dezembro  | JB (GOT7) e Youngjae (B.A.P)                         | I only "hard carry" you                 |                                                              |
| 12                | 55       | 20 de dezembro  | JB (GOT7) e Youngjae (B.A.P)                         | We cooked                               |                                                              |
| 12                | 56       | 27 de dezembro  | JB (GOT7) e Youngjae (B.A.P)                         | A dancing king                          |                                                              |

### 2017
| 2017      | 2017     | 2017              | 2017                                                 | 2017                         | 2017                                            |
| Temporada | Episódio | Exibição          | Elenco                                               | Título                       | Nota(s)                                         |
| --------- | -------- | ----------------- | ---------------------------------------------------- | ---------------------------- | ----------------------------------------------- |
| 13        | 57       | 3 de janeiro      | Sungjae (BTOB) e Youngmin, Kwangmin (BOYFRIEND)      | "Pretty boys" Winter Camp    | Primeira temporada com três celebridade amigos. |
| 13        | 58       | 10 de janeiro     | Sungjae (BTOB) e Youngmin, Kwangmin (BOYFRIEND)      | The Three Musketeers         |                                                 |
| 13        | 59       | 17 de janeiro     | Sungjae (BTOB) e Youngmin, Kwangmin (BOYFRIEND)      | Centripetal                  |                                                 |
| 13        | 60       | 24 de janeiro     | Sungjae (BTOB) e Youngmin, Kwangmin (BOYFRIEND)      | Board genius eternal teacher |                                                 |
| 13        | 61       | 31 de janeiro     | Sungjae (BTOB) e Youngmin, Kwangmin (BOYFRIEND)      | Unsealed Night               |                                                 |
| 14        | 62       | 7 de fevereiro    | Son Dong-woon (Highlight) & Lee Gi-kwang (Highlight) | Idol's Sorrow                |                                                 |
| 14        | 63       | 14 de fevereiro   | Son Dong-woon (Highlight) & Lee Gi-kwang (Highlight) | Here! Add two more animals!  |                                                 |
| 14        | 64       | 21 de fevereiro   | Son Dong-woon (Highlight) & Lee Gi-kwang (Highlight) | What about my age?           |                                                 |
| 14        | 65       | y 28 de fevereiro | Son Dong-woon (Highlight) & Lee Gi-kwang (Highlight) | Moisturized Brothers         |                                                 |